# Planeta en peligro

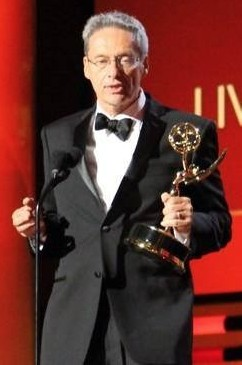
El hombre perfecto

Planeta en peligro (en inglés Years of Living Dangerously) es una serie de televisión documental de nueve partes centrada en el calentamiento global. Se estrenó el 13 de abril de 2014 por Showtime. Los productores ejecutivos son James Cameron, Jerry Weintraub, Arnold Schwarzenegger y el inversor de energía limpia y activista medioambiental Daniel Abbasi. Joel Bach y David Gelber, exproductores de 60 Minutes, son cocreadores de la serie, así como productores ejecutivos. Joseph J. Romm y Heidi Cullen son los asesores científicos principales. El programa ganó un premio Emmy como Documental Sobresaliente o Serie de no Ficción.
Los episodios semanales cuentan con celebridades, todos con una historia de activismo ambiental, y periodistas famosos, cada uno de los cuales tiene experiencia en el reportaje ambiental. Estos "corresponsales" viajan a zonas de todo el mundo y a lo largo de los EE. UU. afectados por el calentamiento global para entrevistar a los expertos y la gente común afectadas por, y que buscan soluciones a, los efectos del calentamiento global. Actúan como representantes de la audiencia, haciendo preguntas para averiguar las opiniones de la gente y para descubrir la evidencia científica. Entre las celebridades se encuentran Harrison Ford, Matt Damon, Ian Somerhalder, Jessica Alba, Don Cheadle, América Ferrera, Michael C. Hall, Olivia Munn y Schwarzenegger. Los periodistas incluyen a Lesley Stahl, Thomas Friedman, Chris Hayes y Mark Bittman. El episodio final presenta la entrevista de Friedman al presidente Barack Obama.
La segunda temperoda se estrenará el 30 de octubre de 2016 por National Geographic Channel y se espera que cubra más impactos del cambio climático, como la subida del nivel del mar, los huracanes, las sequías históricas y el rápida aumento en la tasa de extinción de especies, pero también se "enfocará mucho más [...] en las soluciones que los individuos, comunidades y compañías e incluso gobiernos pueden usar para enfrentar el cambio climático global", como la energía solar y eólica, el fomento de la tecnología de baterías y los autos eléctricos. En un episodio, David Letterman viaja a la India para entrevistar al primer ministro y examinar como el país planea distribuir energía solar a toda su población en la siguiente década. El programa enviará a Schwarzenegger como corresponsal a China. Cameron, Somerhalder, Munn, Friedman, Ferrera y Cheadle volverán como presentadores, además de sumarse Gisele Bündchen, Jack Black, Joshua Jackson, Aasif Mandvi, Cecily Strong y Ty Burrell.
Schwarzenegger reflexionó sobre la forma en la serie trató de hacer que el tema del cambio climático resonara en el público: "Creo que el movimiento ambiental solo puede tener éxito si somos simples y claros y la hacemos una historia humana. Vamos a contar historias humanas en este proyecto. Los científicos nunca consiguirían el tipo de atención que alguien del mundo del espectáculo". Cameron explicó: "No usamos nuestras celebridades como oradores expertos en jefe, porque no son expertos en el clima. Eran ciudadanos preocupados, inteligentes y curiosos que salieron a buscar respuestas. Ellos estaban haciendo de periodistas". Newsweek dijo que las celebridades "prestan chispas a una cuestión que envía a la mayoría de los espectadores hacia las salidas".